# Małgorzata Mogore-Tlałka
Małgorzata Mogore-Tlałka-Długosz, poljsko-francoska alpska smučarka, * 27. april 1963, Zakopane.
Nastopila je na olimpijskih igrah 1984 za Poljsko in 1988 za Francijo, najboljšo uvrstitev je dosegla leta 1984 s šestim mestom v slalomu. V treh nastopih na svetovnih prvenstvih je v isti disciplini dosegla šesto in sedmo mesto, še eno sedmo mesto v veleslalomu in deveto mesto v kombinaciji. V svetovnem pokalu je tekmovala sedem sezon med letoma 1981 in 1988 ter dosegla osem uvrstitev na stopničke, vse v slalomu. V skupnem seštevku svetovnega pokala je bila najvišje na 22. mestu v letih 1983 in 1986, ko je bila tudi sedma v slalomskem seštevku.
Tudi njena sestra dvojčica Dorota Mogore-Tlałka je bila alpska smučarka.